# Малвия
Малвия — минарет Большой мечети в Самарре, построенный в иракском городе Самарра в IX веке. 
Этот минарет одно время был самым большим в мире, его высота составляет 52 метра, а ширина в основании 33 метра.
Слово «малвия» означает «спиральная ракушка». 
Мечеть начали строить в 848 году и завершили в 852 году при аббасидском халифе аль-Мутаваккиле.
Минарет построен из песчаника. На вершине минарета находится небольшая цилиндрическая комната радиусом в шесть метров, комната снаружи украшена восемью арками. 
Мост, соединявший минарет и мечеть, до наших дней не сохранился.
1 апреля 2005 года верхняя часть минарета была повреждена в результате взрыва. Иракские повстанцы атаковали башню, так как на ней был установлен обзорный пункт войск США. Взрывом были выбиты кирпичи в верхней части минарета.

## Галерея

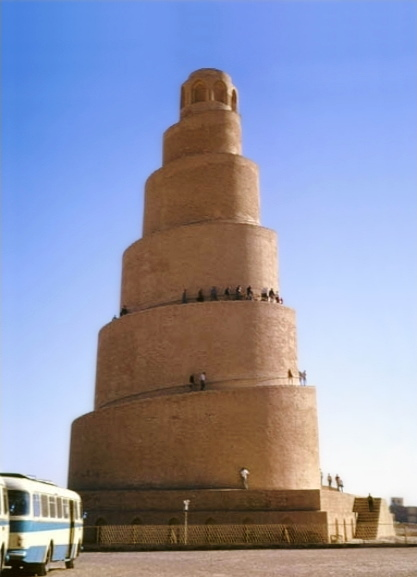
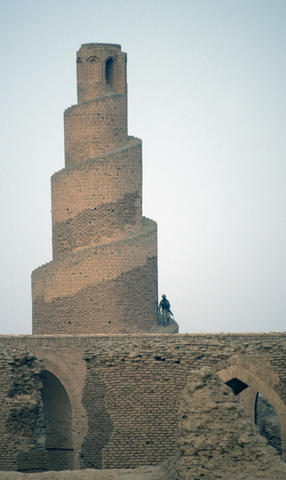
Похожий минарет в городе Абу-Дулаф